# Rico Freimuth
Rico Freimuth (ur. 14 marca 1988 w Poczdamie, NRD) – niemiecki lekkoatleta specjalizujący się w wielobojach.
W 2007 zdobył brąz mistrzostw Europy juniorów w Hengelo. Dziesiąty zawodnik młodzieżowych mistrzostw Starego Kontynentu z 2009. W 2011 nie ukończył zmagań dziesięcioboistów podczas mistrzostw świata w Daegu. W 2012 reprezentował Niemcy na igrzyskach olimpijskich w Londynie, na których zajął 6. miejsce. Rok później był siódmy na mistrzostwach świata w Moskwie, natomiast na kolejnym światowym czempionacie w Pekinie zdobył brązowy medal. Dwa lata później, podczas światowego czempionatu w Londynie, stanął na drugim stopniu podium.
Medalista mistrzostw Niemiec.
Lekkoatletykę uprawiali także jego ojciec – Uwe, oraz wujek – Jörg Freimuth.
Rekordy życiowe: siedmiobój (hala) – 5715 pkt. (29 stycznia 2012, Dortmund); dziesięciobój – 8663 pkt. (25 czerwca 2017, Ratingen).

## Osiągnięcia
| Rok  | Impreza                        | Miejsce        | Konkurencja            | Lokata      | Wynik     |
| ---- | ------------------------------ | -------------- | ---------------------- | ----------- | --------- |
| 2007 | Mistrzostwa Europy juniorów    | Hengelo        | dziesięciobój juniorów | 3. miejsce  | 7524 pkt. |
| 2009 | Młodzieżowe mistrzostwa Europy | Kowno          | dziesięciobój          | 10. miejsce | 7513 pkt. |
| 2012 | Igrzyska olimpijskie           | Londyn         | dziesięciobój          | 6. miejsce  | 8320 pkt. |
| 2013 | Mistrzostwa świata             | Moskwa         | dziesięciobój          | 7. miejsce  | 8382 pkt. |
| 2014 | Mistrzostwa Europy             | Zurych         | dziesięciobój          | 7. miejsce  | 8308 pkt. |
| 2015 | Mistrzostwa świata             | Pekin          | dziesięciobój          | 3. miejsce  | 8561 pkt. |
| 2016 | Igrzyska olimpijskie           | Rio de Janeiro | dziesięciobój          | –           | DNF       |
| 2017 | Mistrzostwa świata             | Londyn         | dziesięciobój          | 2. miejsce  | 8564 pkt. |